# Strengbeweis
Strengbeweis ist ein Begriff aus dem Verfahrensrecht und bezeichnet die Feststellung eines Sachverhalts durch ein Gericht in einem formalisierten Verfahren mit begrenzten Beweismitteln. Gegensatz ist der Freibeweis, bei dem die Tatsachenfeststellung mit allen vom Gericht für erforderlich gehaltenen Mitteln und weitgehend ohne formelle Vorgaben erfolgen darf.
Für streitige Parteibehauptungen ordnen die deutsche und die österreichische Zivilprozessordnung (ZPO) das Strengbeweisverfahren an und lassen als Beweismittel insoweit zu
- den Sachverständigen,
- den Augenschein,
- die Urkunde,
- den Zeugen und
- ggf. die Parteivernehmung.

Die deutsche Strafprozessordnung schreibt den Strengbeweis gleichfalls für die Feststellung der Tatsachen vor, die den Hergang der Tat, die Schuld des Täters oder die Höhe der Strafe betreffen (Schuld- und Straffrage). Sie lässt dieselben Beweismittel zu wie die ZPO, mit Ausnahme der Parteivernehmung (da der Strafprozess kein Prozess ist, in welchem sich Parteien eines Rechtsstreits gleichberechtigt gegenüberstehen), und kennt darüber hinaus
- die Einlassung und
- das Geständnis des Angeklagten. Ein Geständnis beruht immer auf einer Aussage des Angeklagten. Da die Beweisaufnahme im Strafverfahren gemäß § 244 StPO erst nach der Vernehmung des Angeklagten erfolgt, ist das Geständnis kein Beweismittel im engeren Sinne.

Andere Umstände, wie etwa das Vorliegen von Zulässigkeitsvoraussetzungen im Zivilprozess oder die Voraussetzungen für den Erlass eines Haftbefehls im Ermittlungsverfahren, kann der Richter im Freibeweis feststellen, d. h. in jeder beliebigen Weise.